# 54P/де Вико — Свифта — NEAT
Комета Де Вико — Свифта — NEAT  — короткопериодическая комета из семейства Юпитера, которая была открыта 23 августа 1844 года итальянским астрономом Франческо де Вико в созвездии Водолея. В момент открытия комета находилась на расстоянии 0,20 а. е. (30 млн км) от Земли и 1,19 а. е. (178,5 млн км) от Солнца. Следующей ночью ему удалось повторно наблюдать комету и тем самым подтвердить своё открытие. Затем в течение нескольких десятилетий комета считалась потерянной, пока 21 ноября 1894 года она не была переоткрыта американским астрономом Эдвардом Свифтом. Во второй половине XX века она снова перешла в разряд потерянных комет, пока 11 октября 2002 года в рамках проекта NEAT не была переоткрыта в третий раз. Комета обладает довольно коротким периодом обращения вокруг Солнца — около 7,38 года.

Орбита кометы Де Вико — Свифта — NEAT и её положение в Солнечной системе

## История наблюдений

### Первое открытие (1844 год)
Также независимо от него эту комету 6 сентября обнаружил немецкий астроном Мелхоп в Гамбурге, а 10 сентября американский астроном Гамильтон Смит в Огайо, но поскольку на тот момент открытие уже было зафиксирована, их имён нет в её названии. Французские астрономы Поль-Огюст Ложье и Victor Mauvais (англ.) 9 сентября 1844 года вычислили приблизительную орбиту кометы, а также отметили её сходство с орбитами комет, наблюдаемых в 1585, 1678, 1743 и 1770 годах, включая комету Бланпэна, открытую в 1819 году. Дальнейшие исследования этих астрономов привели к предположению, что это была одна и та же комета и с орбитальным периодом 4,6 — 4,9 года. Но как выяснилось в дальнейшем это предположение было ошибочным. 16 сентября 1844 года другой французский астроном Эрве Фай рассчитал первую эллиптическую орбиту кометы с датой перигелия 3 сентября, расстоянием перигелия 1,18 а. е. и периодом в 5,46 года. Условия для наблюдения этой кометы в 1844 году были исключительно благоприятными, поскольку 1 сентября комета сблизилась с Землёй до расстояния всего 0,19 а. е. (28,5 млн км), чем активно пользовались астрономы по всему миру. В течение сентября — октября комету наблюдали множество астрономов. Последний раз её видели 31 декабря.
В последующие годы комету долгое время не могли обнаружить. И если в 1950 году это объяснялось неблагоприятными условиями наблюдений, то в ожидаемое возвращение 1955 года она должна пролететь мимо Земли на расстоянии 0,58 а. е. (87 млн км) и быть достаточно яркой для обнаружения. Но облачная погода препятствовала крупным европейским обсерваториям проводить наблюдения в наиболее благоприятное время. Интересно, что Голдшмидт сообщал об обнаружении кометы 17 мая, которая находилась всего в 1,5° от прогнозируемого положения, но другим обсерваториям не удалось подтвердить это сообщение, а более поздние расчёты показали, что это вполне возможно был совсем другой объект. После того как комету не удалось обнаружить и в 1860 и 1866 годах, комету официально признали потерянной.

### Второе открытие (1894 год)
Комета пребывала в таком статусе ещё несколько десятилетий, пока 21 ноября 1894 года её не обнаружил американский астроном Эдвард Свифт. Как и в прошлый раз комета находилось в созвездии Водолея и была описана как очень слабый объект, с небольшим ядром и коротким тусклым хвостом. Ещё до того как для неё была рассчитана орбита, немецкий астроном Adolf Berberich (англ.) предположил, что она является кометой де Вико. Комету наблюдали несколько месяцев вплоть до 30 января 1895 года, когда её яркость упала до 14,0 m звёздной величины. Движение кометы исследовали многие астрономы. Один из них, венгр Шульгоф, отметил, что в 1885 году комета сближалась с Юпитером до расстояния 0,6 а. е. (90 млн км), что объясняло наблюдаемые изменения в орбите.
После того, как наблюдение кометы закончилось Ф. Х. Сирз вычислил окончательную орбиту кометы и приступил к вычислению её последующего пути. Ему удалось установить, что 1897 году произойдёт очередное сближение кометы с Юпитером до расстояния 0,44 а. е. (66 млн км), что увеличит орбитальный период с 5,85 до 6,40 года. Но несмотря на эти вычисления, усилия множества астрономов по её поиску во время ожидаемого возвращения кометы в 1901 и 1907 годах оказались безрезультатными, не помогла даже 3,5 часовая фотоэкспозиция, проведённая Августом Копффом. После этого комета вновь вошла в список потерянных.

### Третье открытие (1965 год)
Интересно, что абсолютно точно идентичность кометы де Вико 1844 года и кометы Свифта 1894 года была подтверждена лишь в 1965 году, после того как Брайан Марсден провёл соответствующие расчёты. Он связал кометы 1844 и 1894 годов с поразительной точностью и сделал предположение, что явление кометы в 1965 году будет благоприятным для наблюдения. И действительно, 30 июня 1965 года она была обнаружена американским астрономом Арнольдом Клемолой как объект 17-й звёздной величины, а в конце сентября достигла яркости 15 m. Последний раз её наблюдали 15 октября 1965, за три года до того как 16 октября 1968 года она подошла к Юпитеру на минимальное расстояние 0,158 а. е. (23,7 млн км). Это в конечном счёте увеличило перигелий орбиты с 1,62 а. е. до 2,18 а. е., а орбитальный период с 6,31 до 7,38 года. После чего комета опять долгое время не могли обнаружить.

### Четвёртое открытие (2002 год)
11 октября 2002 года группа астрономов в составе Кеннета Лоуренса, S. Pravdo и Элеанор Хелин работавших в рамках проекта NEAT, объявили об открытие новой кометы, получившей временной обозначение P/2002 T4. Они описали её как диффузный объект 19,3 m звёздной величины, с комой размером 4 угловые секунды и хвостом 20 угловых секунды длиной. Брайан Марсден, использую 22 позиции кометы, полученных с 4 по 12 октября, вычислил для неё эллиптическую орбиту с датой перигелия 25 июля 2002 года и периодом 7,53 года. А японский астроном К. Мураока определил, что она является уже открытой ранее кометой 54P/де Вико — Свифта.  Это было подтверждено Марсденом, который затем опубликовал орбиту с датой перигелия 30 июля и периодом 7,31 года.